# تحويل القبلة
صَرْفُ القبلة أو تحويلها هو توجّه المسلمين في صلاتهم إلى الكعبة بدلاً من المسجد الأقصى، قال ابن هشام "ويقال:صُرفت القبلة في شعبان، على رأس ثمانية عشر شهراً من مقدم رسول الله صلى الله عليه وسلم المدينةَ"، ظل المسلمون طيلة العهد المكّي يتوجّهون في صلاتهم إلى المسجد الأقصى امتثالاً لأمر الله سبحانه وتعالى، الذي أمر باستقباله وجعله قبلةً للصلاة.
وفي تلك الأثناء كان رسول الله، يمتثل للحكم الإلهي وفي فؤاده أمنية كبيرة طالما راودته، وتتمثّل في التوجّه إلى الكعبة بدلاً من المسجد الأقصى، ذلك لأنها قبلة أبيه النبي إبراهيم وهو أولى الناس به، وأوّل بيتٍ وضع للناس، ولحرصه على أن تتميّز الأمة الإسلامية في عبادتها عن غيرها من الأمم التي حرّفت وبدّلت. ويدلّ على ذلك قول البراء بن عازب: «وكان يحب أن يوجّه إلى الكعبة». رواه البخاري.
وما كان لرسول الله أن يخالف أمر ربّه، بيد أنه استطاع الجمع بين رغبته في التوجّه إلى الكعبة وعدم مخالفة الأمر بالتوجّه إلى المسجد الأقصى بأن يصلّي أمام الكعبة ولكن متّجها إلى الشمال، كما يدلّ عليه الحديث الذي رواه ابن عباس حيث قال: « كان رسول الله يصلي وهو بمكة نحو المسجد الاقصى والكعبة بين يديه.» رواه أحمد.
ثم أذن الله بالهجرة، ووصل المسلمون إلى المدينة، وبُنيت المساجد، وشرع الأذان، والنبي لم ينس حبّه للكعبة ويحزنه ألا يستطيع استقبال القبلتين معا كما كان يفعل في مكّة، وكان شأنه بين أن يخفض رأسه خضوعاً لأمر الله وأن يرفعه أملاً في إجابة دعوته. ويصف القرآن الكريم حال النبي بقوله: «قد نرى تقلب وجهك في السماء» (البقرة: 144).
وفي منتصف شعبان، وبعد مرور ستة عشر شهراً من استقبال المسجد الأقصى، نزل جبريل عليه السلام بالوحي إلى النبي – – ليزفّ البشرى بالتوجّه إلى الكعبة، قال تعالى: « فلنولينك قبلة ترضاها فول وجهك شطر المسجد الحرام وحيث ما كنتم فولوا وجوهكم شطره»(البقرة:.
ويحدّث الصحابي الجليل البراء بن عازب أن النبي كان أول ما قدم المدينة نزل على أخواله من الأنصار، وأنه صلى قبل المسجد الأقصى ستة عشر شهراً أو سبعة عشر شهراً، وكان يعجبه أن تكون قبلته قِبَل البيت الحرام، وأنه صلى أول صلاة صلاها مستقبلا الكعبة كانت صلاة العصر، وصلى معه قوم، فخرج رجل ممن صلى معه فمر على أهل مسجد وهم راكعون، فقال: أشهد بالله لقد صليت مع رسول الله قِبَل مكة فداروا كما هم قِبَل البيت، رواه البخاري.
وعلى الرغم من انتشار الخبر وذيوعه، إلا أنّه تأخّر عن أهل قباء حتى صلاة الصبح، فجاء إليهم رجل فقال: « أنزل الله على النبي قرآنا أن يستقبل الكعبة فاستقبِلُوها»، فتوجهوا إلى الكعبة، رواه البخاري.
ولأنّ نسخ الأحكام لم يكن معهوداّ عند المسلمين من قبل، كما قال ابن عباس: «... فأول ما نسخ من القرآن القبلة»، رواه النسائي، لذلك كرّر الله الأمر بها تأكيداً وتقريراً ثلاث مرّات: الأولى في قوله تعالى: « فول وجهك شطر المسجد الحرام وحيث ما كنتم فولوا وجوهكم شطره» (البقرة: 144)، والثانية في قوله تعالى: « ومن حيث خرجت فول وجهك شطر المسجد الحرام وإنه للحق من ربك وما الله بغافل عما تعملون » (البقرة: 149)، والثالثة في قوله تعالى: « ومن حيث خرجت فول وجهك شطر المسجد الحرام وحيث ما كنتم فولوا وجوهكم شطره لئلا يكون للناس عليكم حجة إلا الذين ظلموا منهم »(البقرة: 150).
وقد تباينت ردود أفعال الناس تجاه هذا الحادث غير المألوف، أما المؤمنون فلم يترددوا لحظة عن التحوّل طاعةً لله ورسوله، فامتدحهم الله وبيّن لهم أن هذه الحادثة إنما كانت اختبارا للناس وامتحاناً لهم كما قال تعالى: «وما جعلنا القبلة التي كنت عليها إلا لنعلم من يتبع الرسول ممن ينقلب على عقبيه وإن كانت لكبيرة إلا على الذين هدى الله» (البقرة: 143).
وأظهر بعض المسلمين القلق على من لم يكتب الله له شرف الصلاة إلى الكعبة ممن مات قبلهم، وخافوا من حبوط أعمالهم، وقالوا: يا رسول الله كيف بإخواننا الذين ماتوا وهم يصلون إلى بيت المقدس؟ فأنزل الله «وما كان الله ليضيع إيمانكم » (البقرة: 143) - يعني صلاتكم - رواه الترمذي وأصله في الصحيح.
وأما اليهود فقد عابوا على المسلمين رجوعهم عن المسجد الأقصى إلى الكعبة، وقابلوا ذلك بالسخرية والاستهجان، واستغلّوا ذلك الحدث بدهاءٍ ليمرّروا من خلاله الشكوك والتساؤلات طعناً في الشريعة وتعميةً لحقائقها، وقد حذّر الله سبحانه وتعالى المسلمين وأخبرهم بموقف اليهود قبل وقوعه فقال: «سيقول السفهاء من الناس ما ولاهم عن قبلتهم التي كانوا عليها قل لله المشرق والمغرب يهدي من يشاء إلى صراط مستقيم»(البقرة: 142).
وهكذا تحقّق للمسلمين فضل التوجّه إلى القبلتين جميعاً، واستطاعوا أن يجتازوا هذا الامتحان الإلهي، وبذلك نالوا شهادة الله: «وكذلك جعلناكم أمة وسطا لتكونوا شهداء على الناس ويكون الرسول عليكم شهيدا» (البقرة: 143)، وكان ذلك التحوّل إيذاناً بنهاية الشرك وسقوط رايته، وأصبحت الكعبة قبلةً للمسلمين إلى أن يرث الله الأرض ومن عليها.
كان في اليوم السابع عشر من شهر رجب في العام الثاني بعد الهجرة النبوية إلى المدينة، تحويل الصلاة قبلة من المسجد الأقصى إلى المسجد الحرام. كما قيل أن ذلك كان في ثامن أيام المحرم من العام عينه، أثناء الركعة الثانية من صلاة الظهر كما قيل ان ذلك في نصف شعبان.
وقد صلى المؤمنون نحو المسجد الأقصى حوالي ستة عشرة شهرًا إلى أن وقع نسخ بقوله تعالى «قَدْ نَرَىٰ تَقَلُّبَ وَجْهِكَ فِي السَّمَاءِ ۖ فَلَنُوَلِّيَنَّكَ قِبْلَةً تَرْضَاهَا ۚ فَوَلِّ وَجْهَكَ شَطْرَ الْمَسْجِدِ الْحَرَامِ ۚ وَحَيْثُ مَا كُنتُمْ فَوَلُّوا وُجُوهَكُمْ شَطْرَهُ ۗ وَإِنَّ الَّذِينَ أُوتُوا الْكِتَابَ لَيَعْلَمُونَ أَنَّهُ الْحَقُّ مِن رَّبِّهِمْ ۗ وَمَا اللَّهُ بِغَافِلٍ عَمَّا يَعْمَلُونَ».